# Rozendal (Brugge)

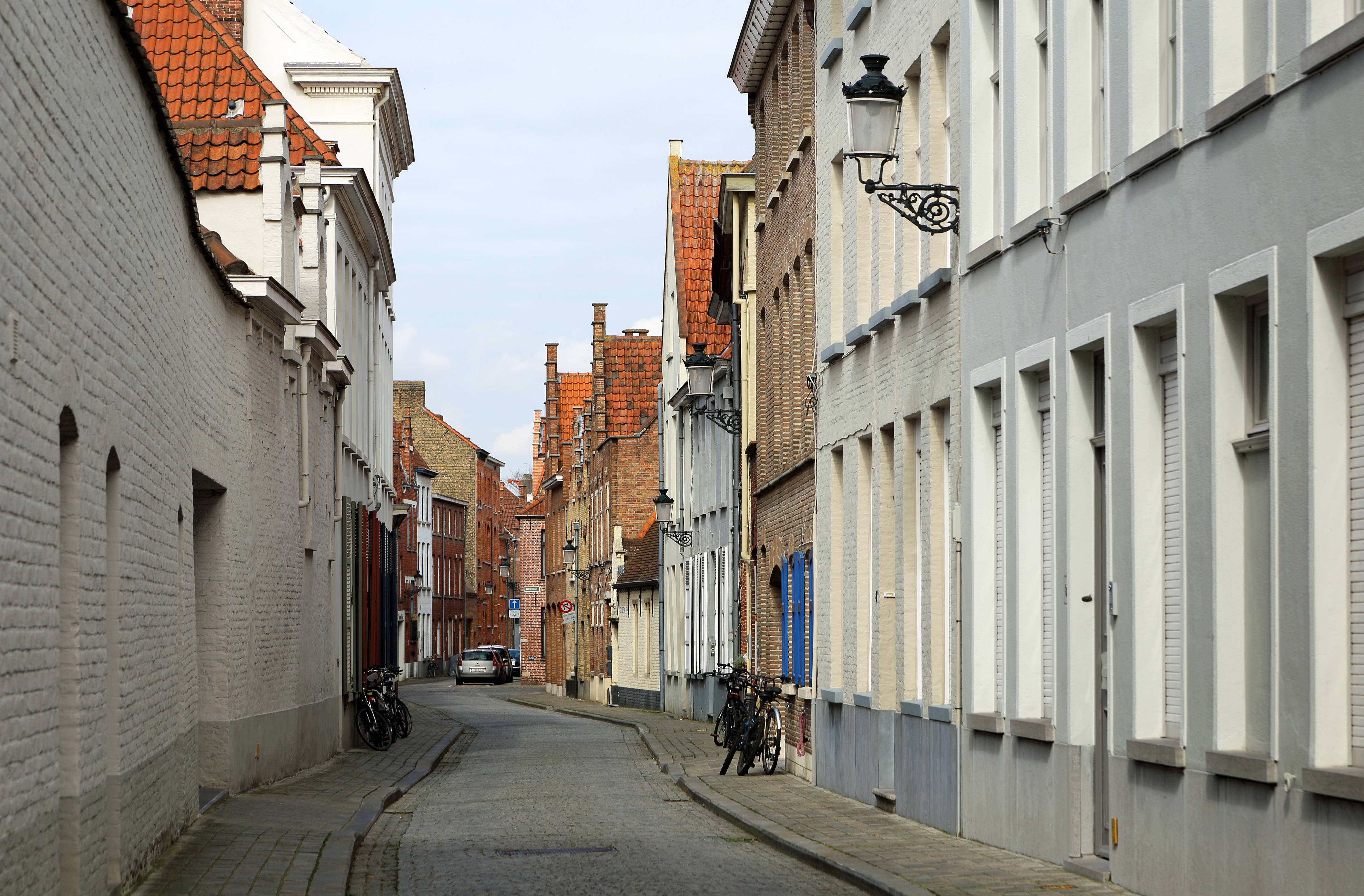
Rozendal tussen Oude Zak en Groenestraat

Rozendal is een straat in Brugge.

## Beschrijving

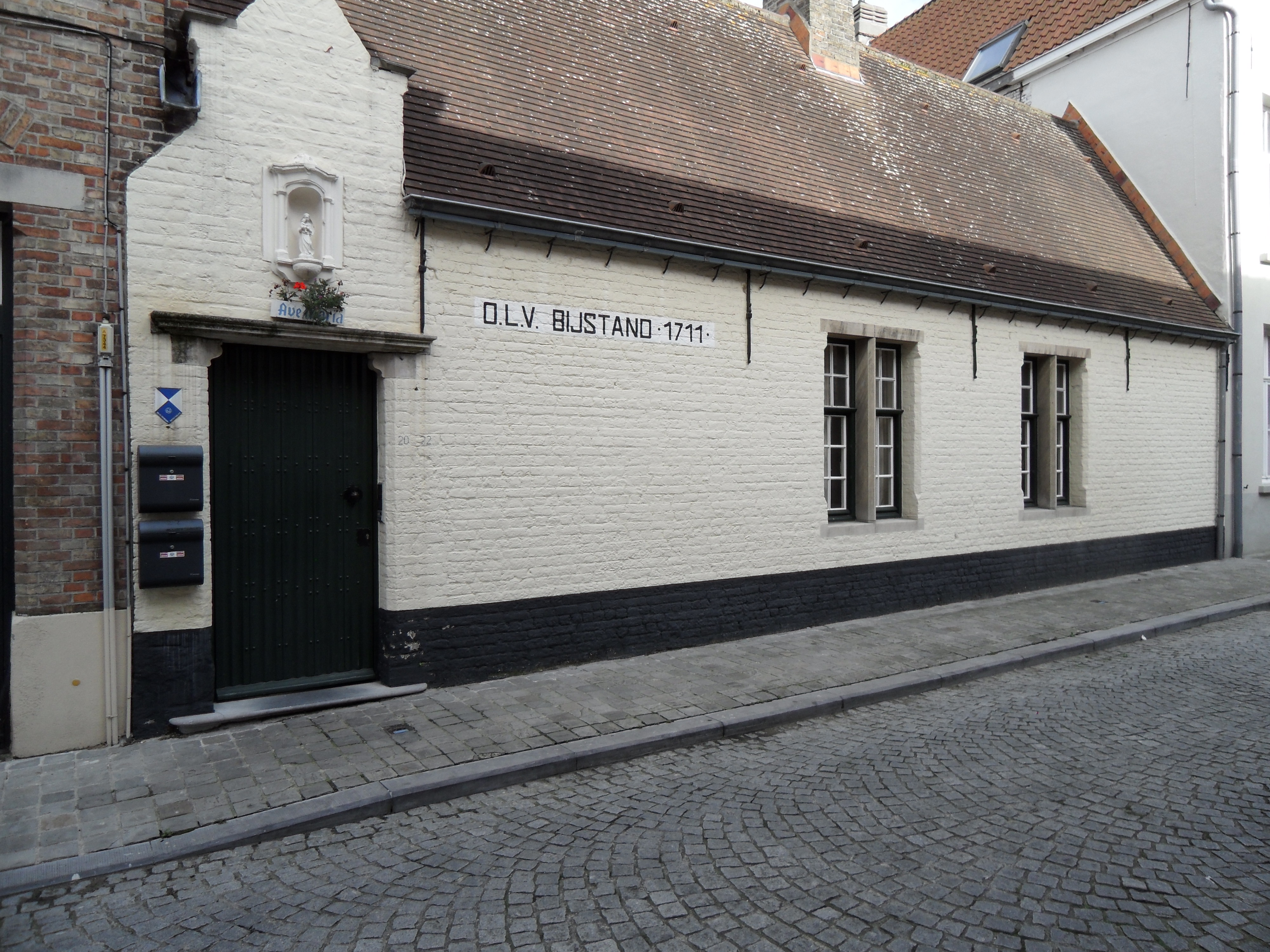
Godshuis Onze-Lieve-Vrouw Bijstand in Rozendal

De oorsprong van de naam is een plaatsnaam Ruckendale, vermeld in 1351. Eerder dan om een straat ging het om een plaats, zoals men ziet in:
- 1480: Ruckendale, een plekke die licht in den Houden Zac;
- 1486: In den Houden Zac, in een plecke die daer licht ende heet Ruckendale.

Toen die naam, waarvan de betekenis trouwens onbekend blijft, verloren ging, maakte de volksmond er Rosendale van. Zo wordt geschreven in
- 1555: een huus, staende in Roosendale of Ruckendale.

Rozendal loopt van de Oude Zak naar de Gieterijstraat.

## Bekende bewoner
- Pierre-Jacques Scourion